# Merops nubicus
Merops nubicus là một loài chim trong họ Meropidae.